# Karabinek M4
M4 (ang. M4 Carbine) – amerykański karabinek automatyczny, skrócona wersja karabinu M16.
Broń wprowadzona na uzbrojenie armii USA (oraz innych państw) w połowie lat 90. XX wieku. M4 stanowi wersję rozwojową karabinów z rodziny AR-10 i został skonstruowany ze względu na zapotrzebowanie armii USA na broń o mniejszych wymiarach niż użytkowany dotychczas M16, z przeznaczeniem dla oddziałów specjalnych i jako broń do samoobrony.
Zasadnicze zmiany w stosunku do poprzednich wersji to skrócenie lufy i zastąpienie kolby stałej kolbą teleskopową. Produkowany jest w kilku wersjach różniących się rodzajem mechanizmu spustowego, rodzajem łoża i komory zamkowej. Skrócenie lufy zmniejszyło zasięg skuteczny. Dodano szynę Picatinny na górnej części broni, dzięki czemu można zdejmować rękojeść do przenoszenia broni i montować w jej miejscu różnego rodzaju celowniki.
Początkowo M4 był używany przez żołnierzy jednostek specjalnych, z czasem stał się popularną bronią także w jednostkach zwykłej piechoty, jako uzbrojenie młodszych oficerów, obsług broni ciężkiej i coraz częściej szeregowych żołnierzy. M4 stał się także następcą pistoletów maszynowych M3 używanych przez załogi czołgów i pojazdów opancerzonych.
Pierwsza wersja M4 mogła podobnie jak M16A2 strzelać ogniem pojedynczym i seriami trzystrzałowymi, później rozpoczęto produkcję wersji M4A1 mogącej strzelać seriami o dowolnej długości. W chwili obecnej najpopularniejsza jest wersja M4A1 R.I.S. z czterema szynami Picatinny do montażu dowolnego wyposażenia taktycznego SOPMOD i nie tylko. W ich skład wchodzą: laserowe wskaźniki celu, oświetlenie taktyczne, strzelby taktyczne (XM26 LSS, Remington 870 MCS), granatnik podwieszany M203, celownik optyczny lub kolimatorowy.
M4 jest używany między innymi przez Siły Zbrojne Stanów Zjednoczonych, Siły Obronne Izraela, brytyjskich komandosów z SAS.
Polska Jednostka Wojskowa GROM wykorzystywała jako podstawową broń cywilne klony kbk M4, czyli karabinki Bushmaster XM15E2S M4A3 i KAC SR-16 Carbine. Od 2008 są one zastępowane przez karabinek HK416.